# Aer Lingus Regional
Aer Lingus Regional is een Ierse luchtvaartmaatschappij. Het is een dochtermaatschappij van Aer Lingus. Veel vluchten worden uitgevoerd namens Stobart Air, dat tot 2014 opereerde onder de naam Aer Arann. Aer Lingus Regional voert vluchten uit van en naar Ierland, het Verenigd Koninkrijk, de Kanaaleilanden en Frankrijk. De luchthaven van Cork en de luchthaven van Dublin zijn de thuisbases van de luchtvaartmaatschappij.

## Geschiedenis
De mogelijkheid van een partnerschap werd voor het eerst aangekondigd op 6 januari 2010, toen Aer Lingus aan de media hintte dat het geïnteresseerd was in uitbreiding van zijn Britse diensten met de hulp van de toenmalige Aer Arann.
Op 26 januari 2010 werd bevestigd dat Aer Lingus als Aer Arann een franchiseovereenkomst zouden sluiten. Op dezelfde datum werden nieuwe routes van Dublin naar Doncaster-Sheffield en Durham Tees Valley aangekondigd door Aer Lingus Regional, naast een nieuwe route van Cork naar Glasgow. Er werd ook besloten dat eerdere Aer Arann-routes naar Cork allemaal naar Aer Lingus Regional zouden worden overgebracht. De diensten van Aer Arann naar Blackpool en Cardiff vanuit Dublin zouden ook naar Aer Lingus Regional worden overgebracht.
Op 11 juli 2012 kondigde Aer Arann aan dat het van plan was 8 ATR 72-600-vliegtuigen te kopen om zijn activiteiten te vervangen en uit te breiden. De eerste van deze toestellen werd eind april 2013 opgeleverd.

## Bestemmingen
| Land                | Stad           | Luchthaven                | Toevoeging       |
| ------------------- | -------------- | ------------------------- | ---------------- |
| Frankrijk           | Rennes         | Luchthaven Rennes         | seizoensgebonden |
| Ierland             | Cork           | Luchthaven Cork           | thuisbasis       |
| Ierland             | Donegal        | Luchthaven Donegal        |                  |
| Ierland             | Dublin         | Luchthaven Dublin         | thuisbasis       |
| Ierland             | County Kerry   | Luchthaven Kerry          |                  |
| Ierland             | Shannon        | Luchthaven Shannon        |                  |
| Kanaaleilanden      | Ronaldsway     | Luchthaven Isle of Man    |                  |
| Kanaaleilanden      | Jersey         | Luchthaven Jersey         | seizoensgebonden |
| Verenigd Koninkrijk | Aberdeen       | Luchthaven Aberdeen       |                  |
| Verenigd Koninkrijk | Birmingham     | Luchthaven Birmingham     |                  |
| Verenigd Koninkrijk | Bristol        | Luchthaven Bristol        |                  |
| Verenigd Koninkrijk | Edinburgh      | Luchthaven Edinburgh      |                  |
| Verenigd Koninkrijk | Glasgow        | Luchthaven Glasgow        |                  |
| Verenigd Koninkrijk | Leeds/Bradford | Luchthaven Leeds/Bradford |                  |
| Verenigd Koninkrijk | Manchester     | Luchthaven Manchester     |                  |
| Verenigd Koninkrijk | Newcastle      | Luchthaven Newcastle      |                  |
| Verenigd Koninkrijk | Newquay        | Luchthaven Cornwall       |                  |
| Verenigd Koninkrijk | Southampton    | Luchthaven Southampton    |                  |

## Vloot
| Vliegtuig Types | In Dienst | Orders | Passagiers | Opmerking                |
| --------------- | --------- | ------ | ---------- | ------------------------ |
| ATR 72-600      | 18        | 0      | 72         | Eén ATR 72-600 is Parked |